# Северо-восточная австралийская футбольная лига
Северо-восточная австралийская футбольная лига (англ. North East Australian Football League) — лига по австралийскому футболу, базирующаяся в австралийских штатах Новый Южный Уэльс и Квинсленд, а также в Северной территории и Австралийской столичной территории.

## История
Лига была образована в ноябре 2010 года путём слияния двух основных футбольных лиг в этой части Австралии: Австралийской футбольной лиги Квинсленда в юго-восточном Квинсленде и Северной территории и Австралийской футбольной лиги Канберры в Новом Южном Уэльсе и Австралийской столичной территории.
В дебютном сезоне в лиге выступали дублирующие составы клубов Австралийской футбольной лиги «Брисбен Лайонс», «Голд Кост Санс» и «Сидней Суонс». Команда «Грейт Вестерн Сидней», которая должна была начать выступления в Австралийской футбольной лиге с 2012 года, в 2011 году выступает в Северо-восточной австралийской футбольной лиге.

## Структура соревнований
Лига разделена на две конференции, восточную и северную. Победители конференций выявляют чемпиона в Гранд-финале лиги.
Команды бывшей Австралийской футбольной лиги Квинсленда, а также дублирующие составы клубов Брисбен Лайонс и Голд Кост Санс выступают в северной конференции. Команды бывшей Австралийской футбольной лиги Канберры, клуб Грейтер Вестерн Сидней и дублирующий состав клуба Сидней Сванс выступают в восточной конференции.

## Чемпионы
- 2011 год — Футбольный клуб Северной территории, финалист — Эйнсли

## Клубы

### Члены лиги
| Конференция | Клуб                            | Прозвище        | Расположение                 | Домашняя арена                | Первый сезон | Победа в конференции | Чемпион лиги |
| ----------- | ------------------------------- | --------------- | ---------------------------- | ----------------------------- | ------------ | -------------------- | ------------ |
| Восточная   | Эйнсли                          | Кенгуру         | Эйнсли (Канберра)            | Стадион Эйнсли                | 2011         | 1 (2011)             |              |
| Восточная   | Белконнен Мэгпис                | Сороки          | Белконнен (Канберра)         | Стадион Манука                | 2011         |                      |              |
| Восточная   | Истлэйк                         | Демоны          | Кингстон (Канберра)          | Стадион Манука                | 2011         |                      |              |
| Восточная   | Грейте Вестерн Сидней           | Гиганты         | Сиднейский олимпийский парк  | Сидней Шоуграунд              | 2011         |                      |              |
| Восточная   | Квинбьян Тайджерс               | Тигры           | Квинбьян (Новый Южный Уэльс) | Парк Дайри Фармс              | 2011         |                      |              |
| Восточная   | Сидней Сванс дублирующий состав | Лебеди          | Сидней                       | Сидней Крикет Граунд          | 2011         |                      |              |
| Восточная   | Туккеранонг Хоукс               | Ястребы         | Туккеранонг (Канберра)       | Стадион Гринвэй               | 2011         |                      |              |
| Северная    | Эсплей                          | Осы             | Эсплей (Квинсленд)           | Грэхэм Роад                   | 2011         |                      |              |
| Северная    | Броадбич                        | Коты            | Броадбич (Квинсленд)         | Стадион H & A                 | 2011         |                      |              |
| Северная    | Брисбен Лайонс (дубль)          | Львы            | Брисбен                      | Стадион Габба                 | 2011         |                      |              |
| Северная    | Голд Кост дублирующий состав    | Солнце          | Голд-Кост                    | Стадион Каррара               | 2011         |                      |              |
| Северная    | Лабрадор                        | Тигры           | Лабрадор (Квинсленд)         | Стадион Кук-Мёрфи             | 2011         |                      |              |
| Северная    | Морнингсайд                     | Пантеры         | Науторн (Квинсленд)          | Стадион Джэк Эсплен           | 2011         |                      |              |
| Северная    | Монт Граватт                    | Грифы           | Монт Граватт (Квинсленд)     | Диттмар Парк                  | 2011         |                      |              |
| Северная    | Клуб Северной территории        | Гром            | Дарвин                       | Стадион Маррара Трэйджер Парк | 2011         | 1 (2011)             | 1 (2011)     |
| Северная    | Редлэнд                         | Бомбардировщики | Редленд Сити (Квинсленд)     | Колбёрн Авеню                 | 2011         |                      |              |
| Северная    | Сауфпорт                        | Акулы           | Сауфпорт (Квинсленд)         | Франкхаузер Резерв            | 2011         |                      |              |

### Кандидаты на вступление
| Конференция | Клуб              | Прозвище | Расположение                   | Домашняя арена                       | Вступление |
| ----------- | ----------------- | -------- | ------------------------------ | ------------------------------------ | ---------- |
| Восточная   | Ист Кост Иглс     | Орлы     | Роуз-Хилл (Новый Южный Уэльс)  | Запасное поле Брюс Пёрсер            | 2012       |
| Восточная   | Сидней Юниверсити | Студенты | Кампердаун (Новый Южный Уэльс) | Стадион № 1 Сиднейского университета | 2012       |